# Brachydesmus tetevensis
Brachydesmus tetevensis är en mångfotingart som beskrevs av Pius Strasser 1973. Brachydesmus tetevensis ingår i släktet Brachydesmus och familjen plattdubbelfotingar. Inga underarter finns listade i Catalogue of Life.